# 어깨너머의 연인
《어깨너머의 연인》(일본어: 肩ごしの恋人)은 일본 여성 소설가 유이카와 케이의 연애 소설. 그리고 이 작품을 원작으로 한 드라마, 영화이다. 애칭은 '가타코이'이다.

## 소개
《슈가 코팅》이란 제목으로, 문예사 〈鳩よ!〉에 1999년 4월호부터 2000년 11월호까지 연재되어, 2001년 9월에 단행본으로 발매되었다. 남자에 빠져들 수 없는 직장 여성과, 계속 남자에게 농락 당하면서도 빠져드는 여성이 결혼, 불륜, 이혼, 취직, 임신 등 현실에 직면하며 여성으로서의 행복을 찾아가는 이야기. 현대사회의 여성들을 리얼하게 그리고, 여성 뿐 아니라 남성에게도 공감을 얻었다.
제126회(2001년 하반기) 나오키 상(나오키 산주고 상) 수상작.
다양한 여성의 가치관이 주목 받던 중, 2007년 여름에 TBS에서 드라마화되었다.
또 한국에서 동 작품을 원작으로 한 영화가 상영되었다. 일본에서는 2007년에 개봉. 주연은 이미연, 이태란.
이 작품의 타이틀은 「사랑을 정면에서 본 삶보다, 자신이 바라는 목표를 향해서 힘차게 나아가는 도중, 문득 어깨너머로 연인이 보이는 삶이 행복해질 수 있다」는 의미가 담겨 있다. (어깨너머의 연인 드라마 사이트에서)

## 개요
절친 무로노(옛 성 : 아오키) 루리코의 세 번째 결혼식에 참석한 하야사카 모에는 식에서 만난 새우를 싫어하는 남자 가키자키 유스케와 관계를 가진다. 모에는 신혼인 유스케에게 빠져들지 않을 정도로만 사귀기로 한다. 또 잔업 중에 알게 된, 모에네 회사에서 아르바이트를 하는 청년 아키야마 다카시와 식사를 한 후 돌아가려던 그를 자신의 집으로 끌고가 관계를 가진다. 한편 루리코는 겉으로는 순조롭게 신혼 생활을 보내는 듯 보였지만, 결혼하자마자 남편 무로노 노부유키와의 부부관계에 흥미를 잃었다.
그리고 두 사람에게 사건이 일어난다. 모에는 회사에서 새로운 부서의 책임자로 임명되지만, 그것은 모에가 제일 싫어하는 제품의 담당이었다. 자신의 그린 꿈과 현실의 차이를 통감한 모에는 회사를 그만두기로 한다. 한편, 루리코는 노부유키가 바람을 피우는 현장을 목격. 노부유키는 사죄하지만, 루리코는 며칠 뒤 노부유키의 정부(情婦)에게 호출되어 "먼저 사귀자고 말한 건 그 사람. 20년전의 총무부 아줌씨같은 스타일 난 됐거든요."라며 그런 노부유키와 사는 루리코를 바보취급 한다. 열받은 루리코는 집을 뛰쳐나와 모에의 맨션으로 쳐들어 간다. 게다가 다카시는 갑자기 쳐들어온 루리코 때문에 노숙을 하고, 나중엔 게이바에서 아르바이트를 하는 등 집으로 돌아가려는 기색이 전혀 없다. 모에는 마지못해 두 사람을 맨션에 묵게하고, 그리하여 모에와 루리코, 그리고 다카시의 동거가 시작된다.

## 등장 인물

### 주인공
- 하야사키 모에

27세. 요츠야에 있는 통신 판매 수입 대행 회사의 직원. 보도 기사의 꿈이 있었지만 결국 이루지 못했다. 세계와 연결되고 싶다는 마음에 수입 대행 회사에 입사했지만, 불량품 클레임이나 후배들이 저지른 실수를 수습하는 등의 나날만 보내고 있다. 그래도 주임이 되고, 더욱이 동기들보다 빠르게 새로운 부서의 책임자로 임명되지만...
남자는 물론이거니와 남자도 신용할 수 없는 성격. 남자를 좋아하긴 하지만 연애로 발전되지는 않는다. 사람이나 사랑에 빠지는 것이 무서워 연애에 관해서는 늘 한 발짝 물러서 있는 상태. 본인은 부정하지만, 과거의 어떤 사건에 의해 생긴 트라우마가 있다. 루리코의 성격을 나쁘다고 생각하지는 않고 오히려 부러워하고 있다. 루리코의 세 번째 남편과 교제하고 있었지만, 루리코가 빼앗아 별 미련 없이 헤어졌다.
흡연자. 스토리 마지막에는 금연.
종반에는 동거하던 고교생 다카시의 아이를 임신해 버린다. 그리고 아이를 키우고 싶다는 막연한 생각에 다카시 몰래 미혼모가 되기로 결심한다.
드라마 설정으로는 30세. 다가가기 힘든 타입, '선인장녀'라고 루리코가 놀린다.
- 무로노(아오키) 루리코

27세. 모에와 5살 때부터 22년동안 절친으로 지내왔다. 이혼 경력 2번. 남자와 브랜드, 연예인에게만 관심이 있다. 계속 헤엄치지 않으면 죽는 상어를 비유로, 사랑을 하지 않으면 살 수 없는 자신을 '상어녀'라고 부른다. 자신의 행복을 위해 남자에게 적극적으로 다가간다. 남자에게는 사랑 받지만 여자에세는 미움 받는 스타일. 한편 결혼하면 순식간에 애정이 식어, 초혼은 2년만에, 1년 후의 재혼도 반년만에 끝냈다. 그리고 이번 결혼 생활도 그리 길지 않을 듯한 기운이 드리워져 있다.
흡연자. 다시 태어난다면 고양이로 태어나 부자 주인 밑에서 자라고 싶어한다.
종반에는 서점 주인 료에게 마음이 끌린다. 그러나 료는 게이라 여자에게 관심을 갖지 않아 루리코에게 끌릴 일은 없었다. 노부유키와 이혼.
드라마 설정으로는 30세. 원작과는 다르게 가사가 특기.

### 원작
- 아키야마 다카시

15세. 178cm, 65kg. 아버지는 심장외과의. 집은 세이죠, 진학교에 다니는 도련님. 그러나 정해진 레일 위를 가야하는 인생에 싫증을 느껴 가출, 18세로 속여 아르바이트를 하고 있다. 바보같이 살아 보고 싶다고 생각하는 한편, 아버지를 비난하거나, 루리코에게 "남편이 좋은게 아니라 결혼 하는게 좋은 거 아냐?"라고 쓴소리를 하는 등 비뚤어진 눈으로 세상을 보고 있다. 개를 싫어한다.
이야기 초반에는 혈연관계가 아닌 어머니에게 강간 당했다고 얘기하지만 사실은 거짓말. 혈연관계가 아닌 쪽은 아버지다. 가출을 하게 된 이유는 제일 싫어하는 의붓 아버지와 제일 좋아하는 어머니가 밤마다 관계를 가지는 것에 진절머리가 났기 때문이다. 그러나 어머니의 진심을 알고 개과천선. 영국 유학을 결심한다.
드라마 설정으로는 16세지만 고교 1학년임은 변함이 없다.
- 가키자키 유스케

독일 자동차 수입 회사에서 노력하고 있는 샐러리맨. 새우를 싫어한다. 루리코가 파견으로 같은 회사에 근무할 때 잠깐 사귀었지만, 결국 자신의 미래를 위해 상사의 딸과 결혼했다. 루리코의 세 번째 결혼식에서 모에를 만나 불륜관계가 된다. 그렇다고는 해도 매일 만나는 것은 아니고 간단히 식사만 하는 등 일정한 거리를 두고 사귀고 있지만, 그의 결혼 생활에도 그늘이 보인다.
드라마 설정으로는 35세.
- 무로노 노부히코

루리코의 남편. 원래는 모에와 사귀고 있었지만, 루리코가 빼앗아 루리코와 사귀다 결혼. 다정다감한 성격이긴 하나, 루리코 몰래 불륜을 저지르고 있다. 그러나 루리코와 헤어지고 싶다는 생각은 전혀 없다.
드라마 설정으로는 28세. 예전에는 야구 선수로, 고시엔에 4번 타자로 출장했지만 부상 때문에 야구를 접고, 지금은 일에 고군분투하고 있다.
- 분짱

신주쿠 2쵸메에 있는 게이바 '킷츄(키스)'의 마스터. 가키자키와는 고등학교 동창. 친구라기 보다는 가키자와를 좋아하고 있다. 자위대에 3년 근무한 후 다시 게이의 세계로 복귀. 겉모습은 남자답다. 입은 거칠지만, 실직한 모에나 루리코, 다카시의 직장을 알선하는 등 의외로 눈치 빠른 타입. 단, 루리코같은 탐욕스러운 스타일의 여자는 싫어한다.
드라마 설정으로는 35세.
- 료

분짱의 소개로 모에가 일하게 된 게이 전문 서점의 오너. 이 사람도 게이, 현재는 유명한 액션 배우와 사귀고 있다. 루리코와는 어떤 계기로 싸우게 되지만, 분짱은 그런 두 사람을 닮았다고 말한다.
드라마 설정으로는 30세. 예전에 가족에게 게이인 것이 더럽다는 말에 상처를 받아, 이성에게는 냉철한 일면을 보이기도 한다.
- 야마시타 에리

루리코의 남편인 노부유키와 같은 회사에서 일하는, 노부유키의 불륜 상대. 겉모습은 아무리 생각해도 날라리, 루리코로써는 당해낼 재간이 없다(고 루리코는 생각하고 있다).
드라마 설정으로는 24세.
- 다카노 이츠코

47세. 모에가 일하는 수입 대행 회사의 과장. 이혼 경력이 한 번, 아이가 한명 있다. 그림으로 그린 듯 일만하는 여성. 일의 현실을 모에에게 일러준다.
드라마 설정으로는 40세로, 모에와의 나이차는 20살에서 10살로 줄었다. 개인적으로는 연하남과 사귀고 있다.
- 마츠시타 미키

22세. 수입 대행 회사의 직원이자 모에의 후배. 실수만 저지를 줄 알고, 힘들게 수습하는 모에는 본체도 안하고 퇴근하려 한다. 게다가 모에에게 한소리 들었다고 우는 척 연기하며 주위의 동점심을 받는다. 모에 왈, 여자의 약한 곳을 무기로 삼는, 제일 싫어하는 타입의 인간.
드라마 설정으로는 23세.

### 드라마 오리지널
- 아키야마 나나코

15세. 다카시를 쫓아다니는 고교생. 그러나 다카시는 도망다닌다. 사실 다카시와는 이복남매다.
- 가키자키 치카

25세. 가키자키 유스케의 아내이자, 그의 상사의 딸. 그러나 남편의 쌀쌀맞은 태도에 화를 내고 이혼을 결심한다.

## 서적
- 단행본 : ISBN 4-8387-1298-7 (매거진 하우스)
- 문고본 : ISBN 978-4-08-747744-3 (슈에이샤)

## TV 드라마
TBS에서 2007년 7월 5일부터 9월 6일까지 매주 22:00~22:54에 방송된 드라마. 전작 《고독한 도박~사랑하는 사람이여~》의 크로스 프로그램이라는 선전으로, 별 기대없이 시작되었다.
캐치카피는 『여자의 행복보다, 나의 행복』.
2007년 8월 30일에는 2007 세계 육상 선수권 중계로 방송되지 않았다. 기획 단계에서는 총10화로 기획됐지만, 동시간대 목요극장(후지 TV)의 《빵빵녀와 절벽녀》의 영향으로 1화가 단축됐다.

### 캐스팅
- 하야사카 모에 : 요네쿠라 료코
- 무로노 루리코 : 다카오카 사키
- 무로노 노부유키 : 나가이 마사루
- 분짱 : 이케우치 히로유키
- 아키야마 다카시 : 사노 카즈마
- 아키야마 나나코 : 시부야 아스카
- 야마시타 에리 : 미츠야 요코
- 가키자키 치카 : 나카야마 메구미
- 마츠시타 유키 : 가쟈 레이라니
- 료 : 카나메 준
- 가키자키 유스케 : 타나베 세이치
- 다카노 이츠코 : 이와무라 마유미
- 마코토 : 호리이 챠도

#### 게스트
- 결혼식장의 바텐더 : 아즈미 신이치로(TBS아나운서)
- 이시바시 유키 : 가네코 노보루

다카노 이츠코의 연인.
- 미츠오카 쿄코 : 마츠키 마리

설정 연령은 41세. 모에가 파견된 냉동 식품 회사의 여성 사원.
- 하야사카 가치코 : 다지마 레이코

설정 연령은 59세. 모에의 어머니.
- 아키야마 시호 : 나나세 나츠미

다케시의 어머니.
- 다치바나 리츠코 : 후세에리

설정 연령은 51세. 루리코의 이혼 문제를 세 번이나 담당하게 된 이혼 전문 변호사.
- 이와모토 마사오 : 야마구치 료이치

설정 연령은 55세. 모에가 파견된 회사에서 일하는 사원. 언뜻 성실하게 보이지만 모에를 성희롱한다.
- 아키야마 켄타로 : 야마시타 신지

다카시의 이붓 아버지. 다카시와는 뭔가 뒤틀려 있다.

### 음악
- 주제가 : 다케우치 마리야 - 찬스의 앞머리 (チャンスの前髪 찬스노마에가미[*]) (워너뮤직)
- 음악 : 하네오카 케이

《어깨너머의 연인》 오리지널 사운드 트랙 (2007년 8월 29일 발매)

### DVD
《어깨너머의 연인》 DVD-BOX 4CD(2007년 12월 21일 발매)

### 방송일·부제·시청률
| 각 화                                          | 방송일          | 부제                         | 연출              | 시청률 |
| ---------------------------------------------- | --------------- | ---------------------------- | ----------------- | ------ |
| Vol.1                                          | 2007년 7월 05일 | 헤매는 서른                  | 사카이 사토히로   | 10.2%  |
| Vol.2                                          | 2007년 7월 12일 | 헤매는 여자의 출세와 사랑    | 사카이 사토히로   | 8.6%   |
| Vol.3                                          | 2007년 7월 19일 | 너무 한심해서 눈물이 다 나네 | 다케무라 켄타로   | 7.5%   |
| Vol.4                                          | 2007년 7월 26일 | 왕언니vs결혼 안 한 여자      | 야마모토 타케요시 | 6.8%   |
| Vol.5                                          | 2007년 8월 02일 | 그의 비밀 나의 사정          | 사카이 사토히로   | 6.3%   |
| Vol.6                                          | 2007년 8월 09일 | 수라장의 온천 여행           | 다케무라 켄타로   | 7.3%   |
| Vol.7                                          | 2007년 8월 16일 | 축제 후의 고백               | 야마모토 타케요시 | 6.3%   |
| Vol.8                                          | 2007년 8월 23일 | 충격의 밤 이별의 아침        | 사카이 사토히로   | 6.5%   |
| Vol.9                                          | 2007년 9월 06일 | 그녀의 댄디즘                | 사카이 사토히로   | 7.2%   |
| 평균 시청률 7.4% (비디오 리서치 간토지방 조사) |                 |                              |                   |        |

| TBS 목요드라마                                         | TBS 목요드라마                        | TBS 목요드라마                                |
| 이전 작품                                              | 작품명                                | 다음 작품                                     |
| ------------------------------------------------------ | ------------------------------------- | --------------------------------------------- |
| 고독한 도박~사랑하는 사람이여~ (2007.4.12 - 2007.6.21) | 어깨너머의 연인 (2007.7.5 - 2007.9.6) | 죠시데카!-여자형사- (2007.10.18 - 2007.12.20) |

## 같이 보기
- 그녀가 싫어하는 여자 - 1993년에 방송된 유이카와 케이 원작의 드라마.
- 분기점의 그녀 - 2005년의 드라마. 본작과 같이 고토 노리코가 각본을 쓴 드라마.
- 어깨너머의 연인 - 한국 리메이크 작.
- 연애편차치 - 2002년에 방송된 유이카와 케이 원작의 드라마.
- 27살의 여름 방학 - 프로듀서가 같다.